# Bureau international agraire
 (août 2022).
La mise en forme du texte ne suit pas les recommandations de Wikipédia : il faut le « wikifier ».
Les points d'amélioration suivants sont les cas les plus fréquents. Le détail des points à revoir est peut-être précisé sur la page de discussion.
- Les titres sont pré-formatés par le logiciel. Ils ne sont ni en capitales, ni en gras.
- Le texte ne doit pas être écrit en capitales (les noms de famille non plus), ni en gras, ni en italique, ni en « petit »…
- Le gras n'est utilisé que pour surligner le titre de l'article dans l'introduction, une seule fois.
- L'italique est rarement utilisé : mots en langue étrangère, titres d'œuvres, noms de bateaux, etc.
- Les citations ne sont pas en italique mais en corps de texte normal. Elles sont entourées par des guillemets français : « et ».
- Les listes à puces sont à éviter, des paragraphes rédigés étant largement préférés. Les tableaux sont à réserver à la présentation de données structurées (résultats, etc.).
- Les appels de note de bas de page (petits chiffres en exposant, introduits par l'outil «  Source ») sont à placer entre la fin de phrase et le point final[comme ça].
- Les liens internes (vers d'autres articles de Wikipédia) sont à choisir avec parcimonie. Créez des liens vers des articles approfondissant le sujet. Les termes génériques sans rapport avec le sujet sont à éviter, ainsi que les répétitions de liens vers un même terme.
- Les liens externes sont à placer uniquement dans une section « Liens externes », à la fin de l'article. Ces liens sont à choisir avec parcimonie suivant les règles définies. Si un lien sert de source à l'article, son insertion dans le texte est à faire par les notes de bas de page.
- La présentation des références doit suivre les conventions bibliographiques. Il est recommandé d'utiliser les modèles {{Ouvrage}}, {{Chapitre}}, {{Article}}, {{Lien web}} et/ou {{Bibliographie}}. Le mode d'édition visuel peut mettre en forme automatiquement les références.
- Insérer une infobox (cadre d'informations à droite) n'est pas obligatoire pour parachever la mise en page.

Pour une aide détaillée, merci de consulter Aide:Wikification.
Si vous pensez que ces points ont été résolus, vous pouvez retirer ce bandeau et améliorer la mise en forme d'un autre article.
 (novembre 2024).
Le Bureau international agraire (BIA ; tchèque : Mezinárodní Agrární Bureau), communément appelé Internationale verte (Zelená Internacionála), est une organisation internationale fondée en 1921 par les partis agrariens de Bulgarie, de Tchécoslovaquie, de Pologne et de Yougoslavie. Cette association européenne de paysans a été créée à l'initiative d'Aleksandar Stamboliyski, issu de l'Union nationale agraire bulgare, bien qu'elle trouve ses origines dans des tentatives antérieures infructueuses de Georg Heim. Après le coup d'État bulgare de 1923, le BIA s'est retrouvé sous l'influence dominante du Parti républicain des agriculteurs et des paysans de Tchécoslovaquie et sous celle de l'un de ses membres, Karel Mečíř, qui a été son premier dirigeant. Mečíř poursuivit une stratégie d'expansion du BIA, au-delà de son noyau historique en Europe slave, en obtenant le ralliement du Parti national paysan de Roumanie. Milan Hodža ancra quant à lui l'Internationale verte dans le mouvement fédéraliste européen.
Hodža a également redéfini les contours idéologique de l'internationalisme agraire, pour l'ériger en un véritable mouvement de Troisième voie. Le Bureau s'affirma ainsi comme le principal concurrent du Krestintern, ou Internationale paysanne rouge, qui existait en tant qu'organisation affiliée à l'Internationale communiste (ou Komintern). En 1929-1934, le BIA commença à rassembler également d'autres partis du continent, soutirant le Parti paysan croate de l'influence du Krestintern et participant à la création du Parti agraire et paysan français. Cette expansion fut interrompue par celle du fascisme, qui identifia les mouvements agrariens comme des adversaires politiques - bien que certaines sections du BIA en soient venues à favoriser la coopération avec les différents mouvements fascistes. À partir de 1933, l'Allemagne nazie s'est également ingérée directement dans la politique des pays membres du BIA. L'occupation de la Tchécoslovaquie par l'Allemagne, puis sa prise de contrôle de l'Europe continentale, mirent fin aux activités du BIA, bien qu'il ait été tenté de la relancer depuis Londres.
En 1947, le Bureau fut rétabli sous le nom d'Union internationale paysanne (UIP), regroupant des exilés politiques agrariens issus du bloc de l'Est. Ce groupe comprenait le Parti populaire polonais et le Parti civique indépendant des petits propriétaires hongrois, dont les dirigeants Stanisław Mikołajczyk et Ferenc Nagy furent successivement présidents de l'UIP. Intrinsèquement anticommuniste, cette seconde Internationale verte mena une intense propagande contre l'Union soviétique, révélant au monde entier son implication dans des meurtres de masse et son oppression brutale des mouvements agraires.
Cette nouvelle Internationale verte ne parvint pas à susciter de changement politique dans les pays dominés par les Soviétiques, bien que ses activités aient attiré l'attention des régimes communistes, qui la qualifièrent de fasciste. En 1952, les autorités de la République socialiste tchécoslovaque inculpèrent ainsi un certain nombre de personnalités politiques et intellectuelles lors de parodies de procès. Les peines furent finalement annulées dans les années 1960. En proie à des difficultés financières, à l'apathie et aux désaccords entre ses dirigeants, l'UIP devint progressivement inactive à partir de 1971.

## Le BIA

### Origines
Le concept d'une « Internationale verte » au service des intérêts paysans remonte aux années 1900 : en 1905, un article paru dans le journal du Parti socialiste italien exprime l'espoir qu'un tel mouvement se forme autour de l'Institut international de l'agriculture. En 1907, une Confédération internationale des associations agricoles fut formée dans l'Empire allemand, sans pouvoir survivre à la Première Guerre mondiale. Elle a ensuite été en partie relancée en tant qu'association paysanne pangermanique, qui a reçu des adhésions des Pays-Bas et de Scandinavie. La notion d'« Internationale verte » fut de nouveau été explorée au début de l'entre-deux-guerres, étant notamment adoptée par Georg Heim du Parti populaire bavarois (BVP). Dès la fin de 1918, au plus fort d'un bouleversement révolutionnaire de grande ampleur en Europe, Heim travaille à l'unification des « forces paysannes et conservatrices de tous les pays ». Son effort n'a touché que les anciens Empires centraux et les pays qui avaient été neutres pendant la Première Guerre mondiale : une conférence à Berlin au milieu de 1919 compta ainsi des délégués de la République de Weimar, de la République d'Autriche allemande, de la Hongrie et des Pays-Bas ; des élus suisses et belges envoyèrent des messages de soutien. La délégation néerlandaise resta sceptique quant à la possibilité que le mouvement de Heim atteigne ses objectifs.
En novembre 1920, Heim se trouvait à Budapest pour y prôner un rapprochement entre le Royaume de Hongrie, la République d'Autriche et la Bavière. Il y promut également l'Internationale verte, décrite par l'un de ses disciples hongrois comme un moyen efficace de lutter contre l'influence du Komintern, ajoutant que « les classes dites « bourgeoises » se sont avérées incapables de contrer le bolchevisme par elles-mêmes ». Selon cette même source, l'Internationale verte était censée diffuser les « idées d'ordre » au sein de la classe paysanne, tout en comportant une dimension coopérative et en régulant le marché au profit de toutes les classes, et « pas seulement les producteurs et les paysans ».
La nouvelle organisation était centrée sur Vienne, choisie par Heim en raison de son emplacement, mais aussi en raison de sa conviction que l'Autriche devait demeurer un pays distinct et indépendant de l'Allemagne (rejet de l'Anschluss) ; un autre facteur ayant influencé son choix était que l'Autriche était gouvernée par le Parti chrétien-social, dont les membres étaient principalement issus des masses paysannes. Heim obtint des promesses de soutien de toute l'Europe centrale et orientale ; son initiative parvint donc à éclipser le projet concurrent de la Ligue des agriculteurs (BdL) des Sudètes, visant à former un Congrès des paysans pangermanique. Il ne parvint pas cependant à empêcher la création du Congrès paysan international, centré sur Strasbourg et réservé aux pays qui avaient également rejoint la Société des Nations - ce qui excluait la République de Weimar.
Ce groupe, qui se surnommait lui-même l'« Internationale verte »,, tient sa deuxième réunion à Paris en novembre 1920. Lors d'une session, Angelo Mauri, du Parti populaire italien, proposa une fusion avec le groupe de Heim, ce que Heim lui-même salua. Les rapports de l'année suivante suggèrent que Heim avait également obtenu des promesses de soutien du Venstre au Danemark, de la Ligue des paysans (PB) des Pays-Bas et du Parti agraire en hongrois. Le Parti paysan (PȚ) de la Grande Roumanie et le Parti agraire (ZS) de Yougoslavie participèrent également au projet de Heim. Au milieu de 1921, l'homme politique agrarien hongrois János Mayer chercha à servir de médiateur entre les internationales paysannes centrées sur la France et l'Allemagne, mais la première rejeta ses avances. Dirigé par l'agriculteur suisse Ernst Laur, le Congrès paysan international survécut au moins jusqu'en 1929, lorsque ses membres européens et américains se réunirent à Bucarest. Cependant, il avait alors renoncé à tout rôle politique.

### Création

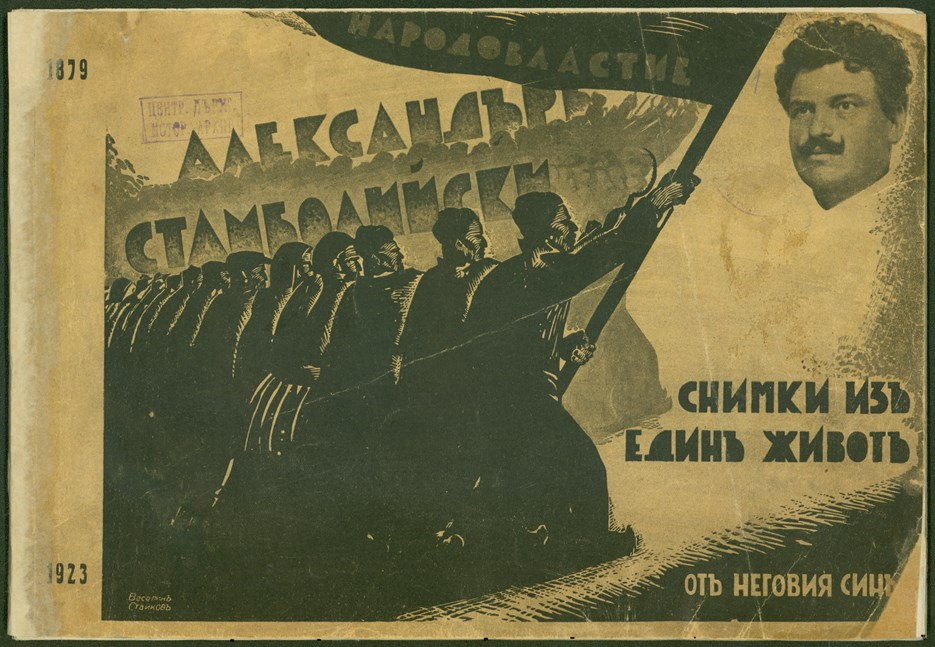
Allégorie de la direction des paysans par Aleksandar Stamboliyski. Extrait d'un album de 1935.

D'autres efforts de rassemblement des mouvements paysans dans une seule organisation internationale furent menés par l'Union nationale agraire bulgare (BZNS), dont le dirigeant, Aleksandar Stamboliyski, était alors Premier ministre de la Bulgarie. En mai 1920, il déclara son intention d'établir une forme de « représentation agraire » aux côtés du Parti républicain des agriculteurs et paysans (RSZML) en Tchécoslovaquie. Il croyait que le RSZML assurerait également la réconciliation entre les Bulgares et les Yougoslaves, les nations s'étant affrontées lors de la Première Guerre mondiale. Stamboliyski qualifia ouvertement son projet comme une manière de résister au péril rouge, ou une « dictature paysanne pour s'opposer à la dictature du prolétariat ». De Docelles, journaliste français, releva alors que Stamboliyski avait « transposé toutes les formules de Lénine » : « il opposera l'Internationale verte à l'Internationale rouge ; et la propriété privée au communisme ».
Lors d'une visite en Tchécoslovaquie en 1921, Stamboliyski avait approché directement le RSZML, annonçant qu'ils pourraient former une « Union paysanne internationale » rattachée à la Société des Nations. Antonín Švehla du RSZML devait en être le représentant, Stamboliyski exprimant de nouveaux espoirs que cette médiation amènerait les partis agrariens yougoslaves dans son mouvement. Le Bureau international d'origine, créé à Prague en novembre 1921, était encore limité à trois pays d'Europe slave (dont la Yougoslavie). Il fut également brièvement rejoint par des émigrés blancs représentant la République russe alors disparue. Cependant, en janvier 1921, Stamboliyski visita également la Roumanie, une terre latine, rencontrant Ion Mihalache et Virgil Madgearu du PȚ pour s'entretenir avec eux des perspectives de coopération régionale.
Cette nouvelle organisation paysanne fut critiquée par le conservateur autrichien Erik von Kuehnelt-Leddihn, qui décrivit l'Internationale verte comme le cheval de Troie du socialisme agraire. Pour ces raisons, l'initiative de Stamboliyski fut bien accueillie par la gauche anticommuniste européenne. L'anarchiste Augustin Hamon y voyait la manifestation d'une maturation du monde paysan, relevant que les pays agraires avaient tous connu une réforme agraire. Cela signifiait que les « capitalistes » gardaient encore la maîtrise de la « révolution agraire », mais plus pour longtemps. Hamon identifia rapidement une incompatibilité idéologique entre les conservateurs du BVP et les radicaux de Stamboliyski. Selon Hamon, les ouvriers et les paysans étaient des alliés naturels, et l'Internationale Verte se trouverait tôt ou tard poussée dans une alliance avec le Komintern. Des similitudes entre les deux mouvements furent identifiées par le journaliste Albert Londres, qui a attiré l'attention sur la « petite terreur » de Stamboliyski en Bulgarie, qui le vit y instaurer le travail obligatoire. Adolphe Hodee, un syndicaliste agricole, estima quant à lui que « l'Internationale verte » était fondamentalement réactionnaire, ou le faux-nez de paysan « l'Internationale blanche » de Luigi Sturzo. Hodee déclara : « Plus fort et plus dangereux que jamais, l'individualisme paysan s'oppose au progrès social sous la bannière communiste, sous la bannière blanche, sous la bannière verte ».
Ces deux interprétations sont aujourd'hui rejetées par la plupart des universitaires, qui estiment que Stamboliyski souhaitait fonder « une ligue agricole internationale qui servirait de protection à la fois contre "l'Internationale blanche" réactionnaire des royalistes et des propriétaires terriens, et contre "l'Internationale rouge" des bolcheviks ». Comme l'affirmèrent Marius et Ary Leblond, les socialistes européens, dont le prestige avait été fortement ébranlé par la Révolution russe, n'étaient plus en mesure d'exercer une quelconque influence sur le mouvement paysan et de « [le] rallier contre le capital ». Leblond affirma que « les Verts des pays danubiens, qui sont parmi les plus conscients des réalités et les plus déterminés, aux côtés de ceux de France et de Russie, formeront une puissante coalition anti-rouge ». L'historienne Bianca Valota Cavallotti estime que les Verts auraient pu être des alliés naturels de la Deuxième Internationale, mais note également qu'ils ont développé leur mouvement dans des pays peu industrialisés, où la social-démocratie n'avait aucune force d'attraction.
Lors de la réunion du BZNS en 1921 à Sofia, il était possible de lire sur les banderoles : "Vive l'Internationale qui consacrera la fraternité des peuples européens et supprimera le régime minoritaire !" ; et "A la potence avec les responsables du désastre [de la Première Guerre mondiale] et avec les militaristes!". Bien que des invitations aient été adressées au BVP et à la Fédération allemande des agriculteurs, ainsi qu'au RSZML et aux agrariens des Balkans, "peu de délégués étrangers purent se rendre dans la capitale bulgare". En juin, Prague fut déclarée comme le siège d'un "Bureau International Agraire", qui devait rassembler les différents mouvements agrariens du monde en vue de la création d'un organisme permanent. À partir de juillet de la même année, Mauri et Nikola Petkov du BZNS rejoignirent la Confédération internationale des syndicats agricoles d'Adrien Toussaint.
En août 1921, Gustave Welter estima que l'Internationale verte s'affirmerait comme la plus puissante des organisations internationales et qu'elle apporterait la paix mondiale, "puisque [les paysans] sont toujours les premiers à être tués". Cet espoir fut déçu, le réseau de Stamboliyski étant jugé comme l'un des moins importants à avoir émergé sur le continent aux XIXe et XXe siècles, et comme une série de tentatives plutôt qu'un mouvement cohérent. Le BZNS obtint tout de même une représentation du RSZML, du ZS et du Parti Piast de Pologne.

### Crise de 1923

Alliances agraires de l'entre-deux-guerres :
Bloc of Agrarian Countries
Bloc des pays agraires

Le projet d'Internationale verte fut momentanément interrompu par la chute du BZNS à l'issue du coup d'État bulgare de 1923, au cours duquel Stamboliyski fut assassiné. Son assassinat était une conséquence de sa conception de l'internationalisme paysan, qui supposait de contenir les anciennes rivalités entre la Bulgarie et la Yougoslavie. Cette tentative de rapprochement lui valut l'inimitié des Bulgares de Macédoine, qui œuvrèrent dès lors à son élimination. La coopération agraire internationale fut renforcée après le soulèvement du 23 septembre 1923, lorsque le PȚ de Mihalache organisa une campagne de secours en faveur des réfugiés bulgares en Roumanie.
À la fin de 1923, une organisation agraire soumise au Komintern émergea à Moscou sous le nom de Krestintern. Ce nouveau groupe avait été créé à la hâte, car il n'y avait pratiquement pas, en Union soviétique ou dans le monde communiste, d'organisations paysannes sur lesquelles il aurait pu s'appuyer. À ce titre, il dut recruter ses membres parmi des groupes agraires plus traditionnels. Viktor Tchernov, un anticommuniste russe, jugea en 1924 que les agents de Krestintern étaient actifs « dans les mêmes pays que l'Internationale Verte, une organisation qui, en fait, a échoué ».
En 1924, des mouvements situés à gauche du BZNS formèrent une alliance tactique avec le Krestintern, pour préparer une autre insurrection infructueuse contre le dictateur bulgare Aleksandar Tsankov. En mai 1926, ils adhérèrent à l'Internationale moscovite, mais gardent l'affaire secrète, afin que d'éviter des divisions internes. En revanche, l'aile droite du BZNS resta fidèle au BIA. Les paysans aux sympathies marxistes et les communistes bulgares tentèrent un rapprochement avec les agrariens bulgares exilés à Prague, mais les pourparlers se conclurent sur un échec. Tsankov utilisa ensuite les activités documentées du Krestintern comme prétexte pour alléguer que l'Internationale verte avait toujours été un complot du Komintern, relevant que certains des anciens ministres de Stamboliyski avaient depuis été cooptés par Moscou.
En Yougoslavie, le Parti paysan croate (HSS), dirigé à l'époque par Stjepan Radić, embrassa une politique séparatiste et accepta de rejoindre le Krestintern comme moyen de parvenir à l'indépendance. Radić affirma à cette époque que son agrarisme était syncrétique, combinant des éléments de « l'est révolutionnaire » et de « l'ouest conservateur ». Sa décision bouleversa les intellectuels yougoslaves, le groupe Obzor suggérant que le HSS aurait mieux fait de rejoindre les Verts traditionnels. À la fin de 1924, Madgearu et Nicolae L. Lupu rendirent visite à Radić pour envisager avec lui de nouvelles formes de rapprochement agraire; Madgearu rendit également visite au Bureau à Prague, où il rencontra Švehla, qui était Premier ministre tchécoslovaque. Ses rencontres furent surveillées par le Krestintern, qui aurait envoyé des lettres de soutien au Congrès national du PȚ en 1924. Les paysans roumains s'abstinrent de répondre, car la Roumanie n'avait pas encore établi de relations diplomatiques avec les l'Union soviétique. Des sources du Komintern décrivent les lettres comme de la propagande noire conçue par des exilés anticommunistes.
Radić fut finalement arrêté en 1925; ses effets personnels, confisqués, comprenaient des notes de Grigory Zinoviev, dans lesquelles l'Internationale verte était qualifiée d'outil pour « les riches propriétaires terriens et la bourgeoisie ». Quelques jours plus tard, Radić quitta le Krestintern. Ce dernier fut ainsi contraint de recruter ses membres dans d'autres endroits du territoire yougoslave, et fut rejoint par un Parti démocratique agraire numériquement plus petit, tout en cherchant également à infiltrer et à influencer l'aile gauche du HSS. Depuis la Roumanie, le PȚ observa et condamna la répression en Yougoslavie, avant de se réjouir d'apprendre que le HSS s'était réconcilié avec le pouvoir serbe. Néanmoins, le mouvement agraire fut de nouveau réprimé par le coup d'État polonais de mai 1926, à la suite duquel le parti Piast fut interdit. Contraint à l'exil, le chef de ce parti, Wincenty Witos, s'installa à Prague en tant qu'invité du BIA.
À la suite de coups d'État ben Bulgarie et en Pologne, les dirigeants agrariens d'Europe centrale se focalisèrent sur des projets de coopération économique régionale. Au cours de cette période, Iuliu Maniu du PNȚ, devenu Premier ministre de Roumanie, défendit l'idée d'une fédération danubienne et s'efforça de créer les rudiments d'un marché unique d'Europe centrale. Son "Plan Maniu" pour une "Petite Europe", diffusé en 1930, proposait la création d'une confédération de 8 États d'Europe centrale. Tentant de réconcilier les petites démocraties régionales avec le fascisme italien, Maniu plaida également en faveur de l'inclusion de l'Italie comme neuvième membre de la "Petite Europe". Mécontente de la Conférence économique mondiale de 1927, qui semblait favoriser les nations industrialisées, la Pologne reçut avec enthousiasme cette proposition ; elle conduisit les pays d'Europe centrale et orientale à créer le Bloc des pays agraires, formé lors d'une conférence à Varsovie en août 1930. Le Bloc conquit également les idéologues agraires roumains, en particulier Madgearu.

### Renaissance de 1927
Officieusement supervisé par Švehla, et en pratique dirigé par Karel Mečíř, le Bureau publia un Bulletin trilingue (tchèque-français-allemand). Son premier numéro, paru en 1923, comprenait des analyses critiques de la révolution russe, exprimant l'espoir que la nouvelle politique économique consacrerait la propriété paysanne en Union soviétique et qu'une « résistance paysanne passive au communisme » en découlerait. Comme l'a noté l'année suivante l'observateur André Pierre, le mouvement agraire en Europe semblait avoir stagné ; les paysans, a-t-il soutenu, "ont des problèmes nationaux très spécifiques à résoudre". André Pierre proposa à la place que la Deuxième Internationale ouvre une section agraire, qui miroiterait et concurrencerait le Krestintern. Le doctrinaire coopératiste G. D. H.  Cole soutint de la même manière que la destitution de Stamboliyski "signait la fin de l'Internationale verte en tant qu'acteur crédible dans les affaires européennes et, par conséquent, du mouvement révolutionnaire paysan que, dans sa manifestation russe, les bolcheviks avaient déjà soumis à leur contrôle centralisateur et industriel. Ce mouvement révolutionnaire paysan n'a jamais eu, je pense, beaucoup de chance de succès constructif ; mais s'il avait une chance, [Stamboliyski] était l'homme pour le diriger".
Le BIA a été relancé en 1927, après des efforts renouvelés de Milan Hodža du RSZML. Il assista au premier congrès de la jeunesse paysanne slave à Ljubljana (septembre 1924), où il parla du libéralisme économique comme étant « en crise », et articula une vision de l'agrarisme comme une « troisième voie », plutôt que comme une politique syncrétique. Cette vision a été immédiatement reprise par Witos, qui a convenu que les paysans polonais devaient rejeter les idéologies de droite et de gauche. Dans des entretiens ultérieurs, Hodža affirma également que la « démocratie paysanne » réconcilierait les différentes « races » constituant la Tchécoslovaquie, y compris les Tchèques et les Allemands des Sudètes, conduisant à « la paix intérieure ». Il souhaita exporter ce modèle au profit de « paysans laborieux, libéraux, pacifiques », qui refusent tous les extrêmes. De plus, Hodža considérait l'agrarisme comme faisant intégralement partie de sa propre vision de la Fédération danubienne, expliquant en 1928: "Depuis huit ans, j'ai cherché un élément de collaboration pour les pays d'Europe centrale, qui se traduirait par l'équilibre, je crois l'avoir trouvé dans la démocratie paysanne. Si nous parvenons à organiser une nouvelle Europe centrale sur cette base, il sera alors possible, comme un développement automatique, d'inclure également l'Autriche".
Cet idéal coïncidait avec les plans d'unification économique de Maniu, à travers le Bloc des Pays Agraires. Mečíř y a également contribué, notamment en ce qu'il a atténué le pan-slavisme, plaidant pour une ligne purement internationaliste, qui accueillait des représentants de l'extérieur de l'Europe slave. Cependant, la notion d'unité slave n'a pas été entièrement supprimée des statuts du BIA, Švehla déclarant que les Slaves, en tant qu'agriculteurs naturellement prédisposés, étaient sélectionnés pour prêcher un « évangile de la terre » à une époque où, selon lui, à la fois le socialisme et le libéralisme étaient en crise. Les sommets de la jeunesse paysanne slave continuèrent à se tenir - à Prague, Poznań et Bratislava ; cependant, les délégués de Piast se méfiaient d'une telle mouvance d'obédience ethnique et reprochaient au BZNS ses tendances autoritaires. En octobre 1926, Mečíř se rendit en Roumanie et obtint la promesse que le PȚ rejoindrait le BIA en tant que premier membre non slave. En fait, plus tard ce mois-là, le PȚ fusionna avec le Parti national roumain pour devenir le Parti national des paysans (PNȚ). Ce groupe plus puissant et moins radical fut finalement été accepté dans le BIA en octobre 1927.
En 1928, le BIA était encore officieusement connu comme l'Internationale verte. En dépit d'être l'État le moins agraire de la région, la Tchécoslovaquie était toujours la pièce maîtresse de tous les projets agrariens, à la fois par le RSZML et le BdL, qui représentait les Allemands des Sudètes. Le siège permanent du BIA était à Prague, avec Švehla en tant que président du BIA. Parmi les partis fondateurs, le BZNS est resté fractionné, une aile assistant toujours aux sessions de Krestintern jusqu'à son expulsion par le courant dominant du parti en 1930.

### Extension finale
En plus de tous ses autres membres d'origine, le BIA put également obtenir l'allégeance du HSS, ainsi que du PB néerlandais et du PNȚ roumain; Piast fut finalement remplacé par son successeur, le Parti populaire polonais (SL). Parmi les autres nouveaux membres figurent quatre partis nationaux : le Landbund (Autriche), les Assemblées paysannes (Estonie), le Maalaisliitto (Finlande) et l'Union paysanne (Lettonie) ; le BdL, le ZS et le HSS étaient des membres régionaux, tout comme le parti paysan slovène et deux partis suisses des agriculteurs et des commerçants (en Argovie et à Berne),. Un membre supplémentaire était le Parti agraire et paysan français (PAPF). Le premier congrès du PAPF, tenu à Paris en janvier 1929, réunit Mečíř, pour le BIA, et Ferdinand Klindera, du mouvement coopératif tchécoslovaque.
Bien que Mečíř ait affirmé avoir enrôlé 17 partis politiques de toute l'Europe dans son Internationale, des régions entières y demeurèrent étrangères, y compris les États à parti unique. Il n'a jamais été en mesure de solliciter un soutien en Hongrie, peut-être parce que les agrariens hongrois considéraient le BIA comme un instrument de la politique étrangère tchécoslovaque ; la plupart des mouvements agraires scandinaves en étaient également absents. L'exception du Maalaisliitto a montré que les paysans finlandais prenaient conscience des similitudes entre leurs propres marchés agricoles et ceux des nouveaux États indépendants de la moitié orientale de l'Europe. Au début de 1928, le Parti ukrainien de l'État agraire (USKhD), fondé à Berlin par des partisans exilés de l'Hetmanat ukrainien, envisagea également la possibilité de rejoindre le BIA. Ce projet s'est rapidement vu opposer son veto de l'intérieur par Kochubei, qui souligna des incompatibilités idéologiques : l'USKhD se considérait comme anti-intellectualiste, anti-démocratique et corporatiste, rejetant l'Internationale verte comme un mouvement d' intelligentsia qui "[n'a] pas de sens de la patrie". Kochubei décrivit l'engagement du BIA envers la démocratie comme "pathologique".
Pendant ce temps, les mouvements agraires yougoslaves connurent une crise, déclenchée par le meurtre de Radić en 1928. La dictature du 6 janvier les interdit ainsi que tous les autres groupes politiques, les remplaçant par le Parti national yougoslave. L'opposition continua à s'organiser clandestinement et, dans le cas slovène, maintint un lien direct avec le BIA. Le deuxième congrès du BIA s'est tenu à Prague du 23 au 25 mai 1929, mais n'a officiellement réuni que des délégués d'Autriche, de Tchécoslovaquie, d'Estonie, de Finlande, de France, de Lettonie, de Roumanie et de Suisse; ceux-ci reconduisirent à l'unanimité Švehla comme président. Le Congrès fut également teinté de controverse: plus tôt ce mois-là, Švehla avait pris la parole au RSZML pour décrire l'agrarisme comme embrassant la théorie de la lutte de classe et proposant que la composition politique de la Tchécoslovaquie soit revue pour donner aux paysans un rôle décisif ; de telles déclarations furent immédiatement condamnées par la majorité des journaux politiques tchécoslovaques. Un cadre du RSZML, Karel Viškovský, prit la parole lors des débats du BIApour rassurer le public sur le fait que les agrariens croyaient toujours à la collaboration de classe ; en revanche, Franz Spina du BdL releva quant à lui les "partis paysans" représentaient une "pure communauté d'intérêts économiques", remplaçant les allégeances nationalistes des décennies passées.
La résolution de clôture du congrès de 1929 "affirme la nécessité d'établir un parti paysan dans chaque pays, fondé sur les principes de la propriété privée et de l'initiative privée. [Elle] réclame la pleine égalité de traitement de toutes les classes dans la politique douanière, le développement des sociétés de crédit et coopératives, ainsi que la formation professionnelle". Il se termine sur cette phrase : "Le pouvoir paysan apportera la paix dans le monde". Cette année-là, des critères d'adhésion furent introduits. Les partis membres ou candidats devaient soutenir les coopératives agricoles, s'engager à protéger les petites exploitations et soutenir la résolution pacifique des conflits internationaux. En 1932, Paris abritait une autre "Internationale verte", qui, malgré son nom, était un réseau de pacifistes, "soutenant, confrontant, faisant connaître et unissant dans une même vision fraternelle tous les mouvements œuvrant pour organiser la paix à travers le monde".
Toujours en 1929, les activités du Krestintern furent entravées par Joseph Staline. Le régime soviétique mit fin dans le sang à sa tentative de tendre la main à la paysannerie, inaugurant la « dékoulakisation ». Au cours de ce processus, le théoricien agraire Alexander Chayanov fut arrêté pour diverses accusations de trahison, y compris des allégations selon lesquelles il était resté en contact avec le BIA et avec Chernov. Un nouveau congrès du BIA eut lieu à Prague en 1930; les délégués représentaient les partis tchécoslovaques et suisses, le BZNS, le PAPF, le PB, le PNȚ, l'Union des agriculteurs lettons et le Parti agraire de Grèce. Le thème central de la discussion était la Grande Dépression. Hodža soutint alors le contrôle des prix au niveau international.

### Dissolution
Les historiens Eduard Kubů et Jiří Šouša considèrent que le BIA réincarné n'était pas à la hauteur de sa mission : "la portée de son action n'a pas dépassé le domaine de la consolidation professionnelle et de l'échange d'informations. En matière de politique étrangère, le mouvement a échoué". Selon le syndicaliste français Émile Guillaumin, l'ancienne Internationale vertecontinua d'exister à Prague en 1932, ayant établi « des succursales dans les pays nordiques et danubiens, ainsi qu'en Suisse » ; le PAPF était son membre le plus à l'ouest, ainsi que le plus actif de cette région. Comme le releva l'économiste Paul Bastid, la régulation des prix du blé, telle que prônée par le BIA et le Bloc des Comtés Agraires, se faisait au détriment des intérêts des paysans français, qui avaient besoin « d'analyser sereinement » leurs engagements internationaux. Le BIA s'est brièvement étendu à d'autres pays en enrôlant la Ligue Agricole Belge de Wallonie ; alors que les agraires grecs n'étaient plus membres du BIA en 1931, le Parti agraire espagnol (PAE) a rejoint en 1934.
Les initiatives agrariennes furent sabotées à partir de 1933 par l'Allemagne nazie, dont les dirigeants considéraient l'intégralité de l'Europe centrale comme un Lebensraum allemand. Le bloc des pays agraires tint sa dernière conférence à Bucarest en juin 1933, après quoi il disparut en raison de l'hostilité des grandes puissances et du manque d'engagement des hommes d'État polonais. Bien que l'Italie ait participé à la Conférence des céréales de 1931, qui fut un triomphe pour les petits États agraires, son gouvernement fasciste désigna finalement les internationalistes paysans comme des ennemis. En 1934, dans le cadre du rapprochement italo-allemand, il manœuvra pour que la Hongrie se retire du bloc des pays agraires. En décembre de l'année suivante, un article du Corriere della Sera alléguait qu'un complot continental, comprenant à la fois les Internationaux rouges et verts, avait pour but de détruire l'Italie et, à travers elle, "l'ordre de l'Europe".
L'avènement de régimes autoritaires et fascistes empiéta sur le BIA, réduisant son poids diplomatique. Les militants verts constatèrent la fascisation de certains partis paysans, décrivant le mouvement Lapua comme incompatible avec son programme, et réaffirmèrent que le BIA restait également opposé au nazisme et au bolchevisme. Finalement, l'agrarisme démocratique fut boudé dans ses pays d'origine. Après l'assassinat de Radić, le HSS avait dérivé vers une politique radicale de droite. Le Landbund se rangea derrière la notion d'un État corporatif autrichien. Les dirigeants agraires Konstantin Päts (en Estonie) et Kārlis Ulmanis (en Lettonie) organisèrent des coups d'État pour mettre en place des dictatures personnelles, interdisant tous les groupes politiques, y compris le leur. Ces mesures étaient justifiées comme une protection contre des groupes plus radicaux : le mouvement Vaps et les Pērkonkrusts. En Lettonie, une synthèse idéologique a été effectuée, transformant l'organisation de jeunesse agraire, Mazpulki, selon des lignes quasi fascistes.
La radicalisation eut également lieu au sein du PAPF, qui, au plus fort de l'affaire Stavisky, proposa la peine de mort par pendaison pour les hommes politiques reconnus coupables de faux ou de détournement de fonds. Le groupe s'unit aux Comités de Défense Paysanne d'extrême droite et a expulsé ses propres membres de gauche en 1936. Bien que proche collaborateur du PAPF, le PAE resta fidèle à la Deuxième République espagnole, s'intégrant à une famille de "républicains de droite" qui comprenait également le CEDA. Après des années de collaboration tacite avec la gauche roumaine, le PNȚ a également porté un sérieux coup au développement de la démocratie en scellant un pacte avec la Garde de fer fasciste avant les élections nationales de 1937.
Le 28 février 1937, Mečíř assista au neuvième congrès du PAPF à Compiègne en tant que représentant du BIA. Le RSZML était alors entré dans sa propre transition vers l'extrême droite. Selon l'historien Roman Holec, le processus avait commencé avec la mort de Švehla en 1933 et se faisait à l'initiative de son successeur Rudolf Beran (remarqué plus tôt pour son soutien au BIA). Sa taille ayant été réduite à la suite des accords de Munich, la « Deuxième République » de Tchécoslovaquie était gouvernée par le Parti de l'unité nationale, dans lequel le RSZML a été dissous. La plupart de ses militants, dont son dirigeant Beran, avaient appartenu à la droite nationaliste de l'agrarisme. Le mouvement décisif dans cette dérive vers la droite fut l'occupation allemande de la Tchécoslovaquie en 1938, après quoi le BIA cessa d'être actif.
La notion d'une Internationale verte centrée sur des politiques antifascistes fut adoptée en 1939 par Vladko Maček du HSS, qui suggéra qu'une telle « autarcie agraire », si elle était correctement armée par la Grande-Bretagne et la France, pourrait fonctionner comme un rempart contre l'Allemagne nazie. Autonomiste croate, Maček croyait également que tout armement de ce type devait être conditionné par une colonie croate-yougoslave. À partir de 1940, l'hégémonie nazie en Europe continentale eut pour effet de délocaliser l'internationalisme paysan à Londres. Le BIA fut en partie reconstruit en tant que groupe de discussion est-européen de la Fabian Society, fréquenté par des personnalités telles que Milan Gavrilović, Jerzy Kuncewicz et David Mitrany. Cette initiative produisit en juillet 1942 une Conférence agraire internationale, supervisée par Chatham House, au cours de laquelle les délégués s'engagèrent formellement à respecter la Charte de l'Atlantique, tout en réaffirmant leur soutien à l'agriculture coopérative et en introduisant des appels à une économie planifiée.

## Symbolisme
|                                  |
| Bannière de la Ligue des paysans |

|                                                     |
| Drapeau du Parti des agrariens et paysans de France |

|                      |
| Drapeau dit Mazpulki |

|                                                                                           |
| Bannière utilisée au cours de la Seconde Guerre mondiale par le Parti populaire polonais. |